# Peter Petersen Freuchen
Peter Petersen Freuchen, född 16 mars 1827 i Magleby på Møn, död 24 maj 1894 i Köpenhamn, var en dansk lantmätare. 
Freuchen blev 1845 student från Sorø Akademi och tog 1852 examen i tillämpad naturvetenskap vid Den Polytekniske læreanstalt. Samma år utnämndes han till adjunkt vid Århus skola, men lämnade denna tjänst den 1 juli 1858 att för överta professuren i lantmäteri vid Landbohøjskolen. I befattning, som han innehade till sin död, utvecklade han en betydelsefull verksamhet, särskilt genom att åvägabringa en grundval för den teoretiska undervisningen i lantmäteri, särskilt den ekonomiska delen. Han författade en del artiklar i matematiska och naturvetenskapliga tidskrifter samt läroböcker i lantmäteri.

## Utmärkelser
- Riddare av Dannebrogorden,  1873[2]
- Dannebrogsmännens hederstecken,  1883[2]

[Redigera Wikidata]